# Gaiberg

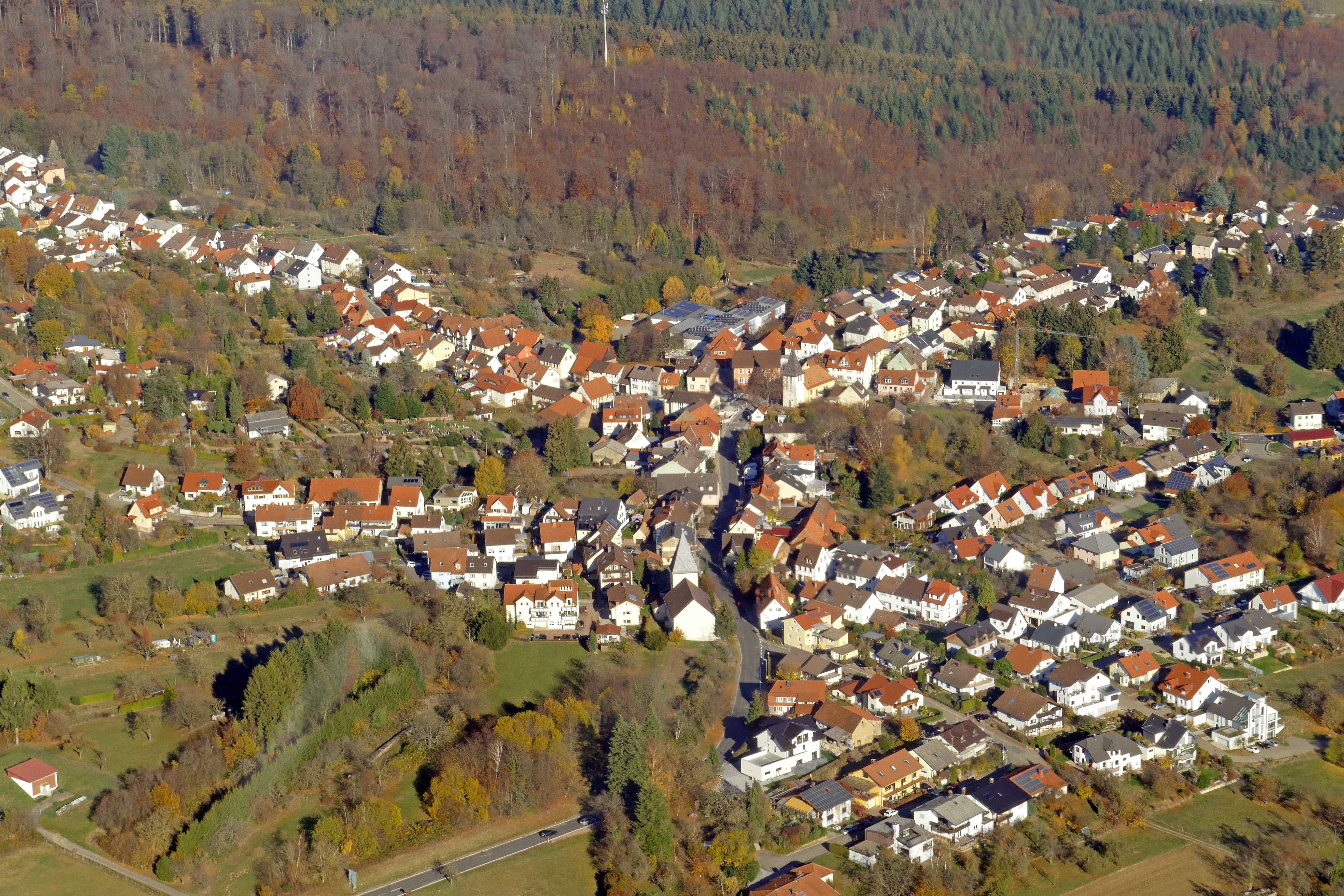
Ortsmitte von Gaiberg aus Westen vom Tragschrauber gesehen

Gaiberg ist eine Gemeinde im Rhein-Neckar-Kreis in Baden-Württemberg mit rund 2400 Einwohnern.

## Geographie

### Geographische Lage
Gaiberg liegt in 200 bis 445 Meter Höhe an der Grenze zum Odenwald und zum Kraichgau im Naturpark Neckartal-Odenwald, rund zehn Kilometer südlich von Heidelberg. Der Ort ist ein ursprüngliches Straßendorf an einem nach Südosten geneigten Hang.

### Nachbargemeinden
Gaiberg grenzt im Osten an Bammental, im Süden an die Leimener Ortsteile Gauangelloch und Lingental und im Westen und Norden an Heidelberg.

### Geologie

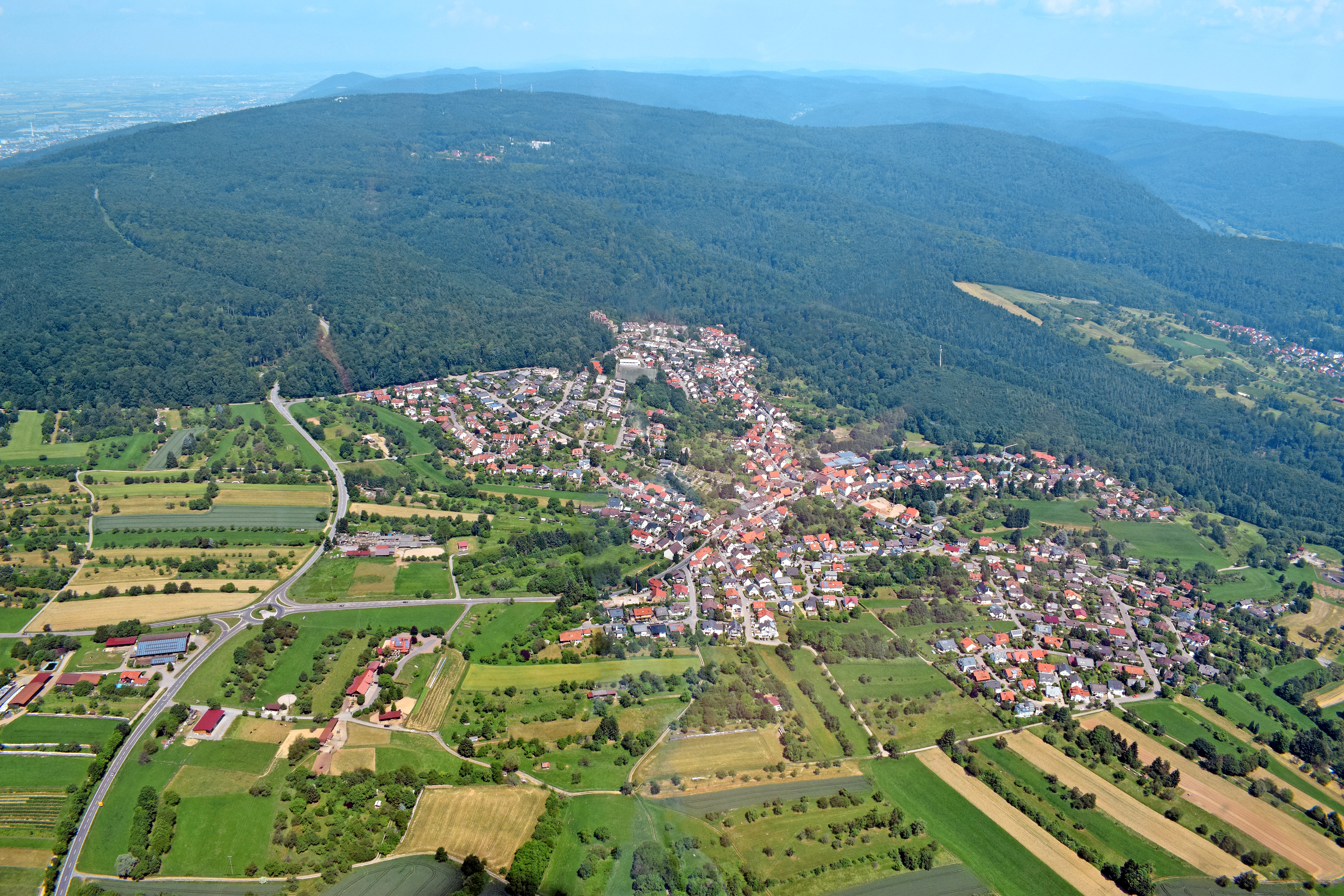
Gaiberg 2017 von Süden nach Norden Richtung Königstuhl

Die Gemeinde liegt im Bereich der Wasserscheide zwischen Elsenz und Leimbach auf der Südost-Abdachung des Königstuhls. Der Untergrund besteht aus Oberem Buntsandstein. Dieser ist mit Lösslehm unterschiedlicher Mächtigkeit bedeckt.

### Historische Geografie
Im Gemeindegebiet Gaibergs liegen die Wüstungen Waldolfeshusen und die in einer gefälschten Urkunde aus dem 12. Jahrhundert auf das Jahr 1016 datierte abgegangene Ortschaft Gowenkirchen, die jedoch wahrscheinlich nicht in Gaiberg liegt.

## Geschichte

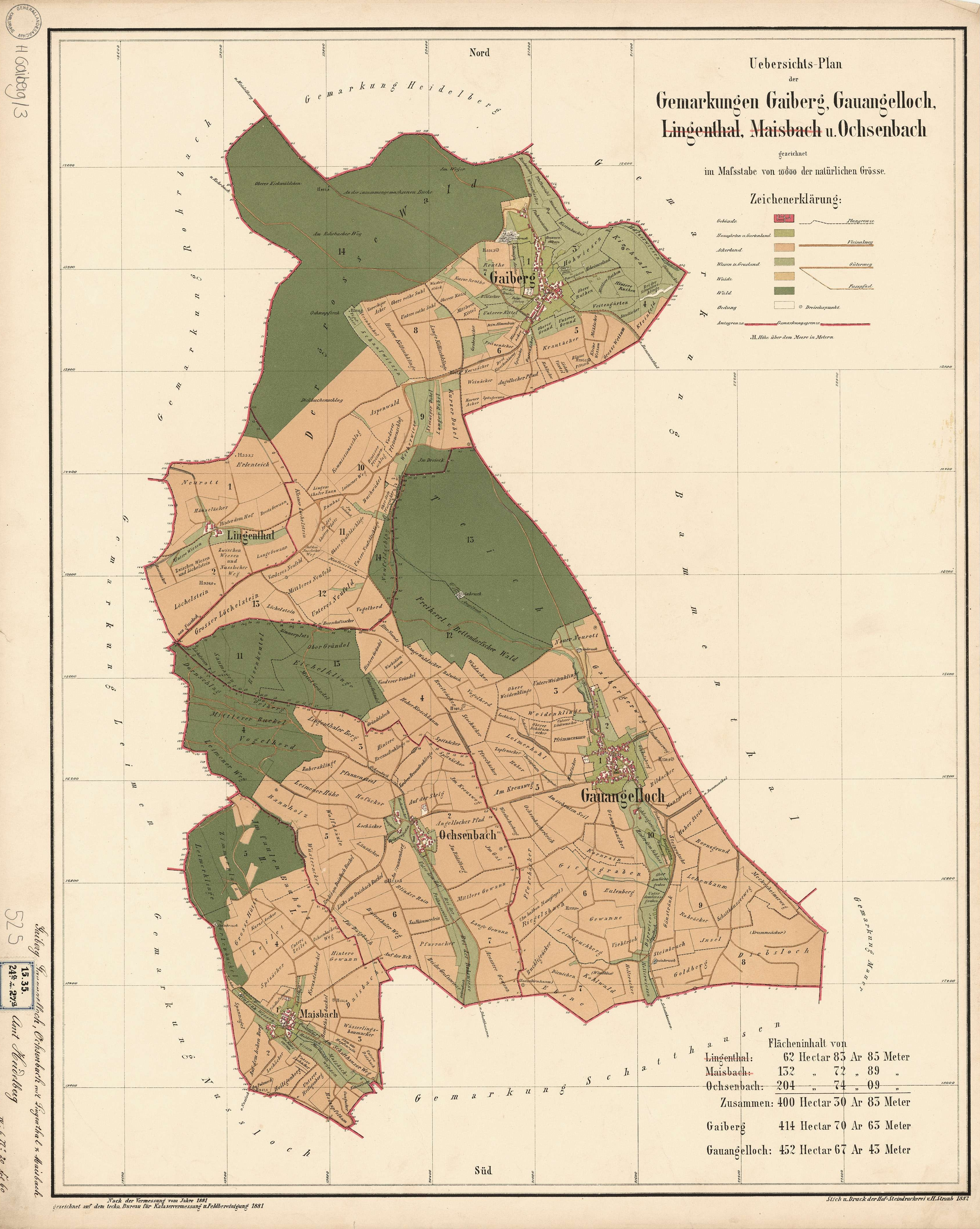
Gemarkungspläne Gaiberg, Gauangelloch, Lingenthal, Maisbach und Ochsenbach (1881)

Gaiberg entstand vermutlich im Hochmittelalter als Rodungssiedlung von Gauangelloch aus und wurde 1312 erstmals als Gauberg erwähnt. Der Ort gehörte ursprünglich dem Bistum Worms und wurde 1419 von der Kurpfalz gekauft. Dort gehörte Gaiberg zur Meckesheimer Zent und vom 15. Jahrhundert an zu den Eigendörfern der Kellerei Dilsberg. Das Ackerland befand sich überwiegend im Besitz der Einwohner. 1803 gelangte Gaiberg zu Baden und wurde dem Amt Neckargemünd unterstellt, mit dem es 1857 zum Bezirksamt Eberbach kam, das 1863 im Bezirksamt Heidelberg, dem späteren Landkreis Heidelberg, aufging. 1967 wurde Gaiberg staatlich anerkannter Erholungsort. Mit Auflösung des Landkreises Heidelberg 1973 kam Gaiberg zum Rhein-Neckar-Kreis.
Der Ort war bis in die jüngste Vergangenheit rein landwirtschaftlich geprägt, wobei insbesondere der Forstwirtschaft mit starker Nutzung des Waldes für Viehweide und Hackwaldbetrieb große Bedeutung zukam. Auch die Tagelöhner des Ortes fanden zumeist in der Forstwirtschaft des Heidelberger Stadtwaldes ihr Auskommen. Von der Mitte des 19. Jahrhunderts bis zum Ersten Weltkrieg war außerdem der Anbau von Kirschen, später von Himbeeren eine wichtige Erwerbsquelle. Der erste Industriebetrieb in Gaiberg siedelte sich erst 1957 mit einer Kraftfahrzeuggummiteile herstellenden Firma an, die rund 200 Arbeitsplätze bot. 1968 waren mehr als die Hälfte der Erwerbspersonen des Ortes Auspendler in die umliegenden Städte, der größte Teil (261 von 385 Pendlern) war dabei in Heidelberg beschäftigt. Im Jahre 2012 feierte Gaiberg sein 700-jähriges Jubiläum. 2018 schloss die „Linden-Apotheke“ für immer ihre Pforten. Es fand sich kein Nachfolger, der die Apotheke weiter führen konnte.

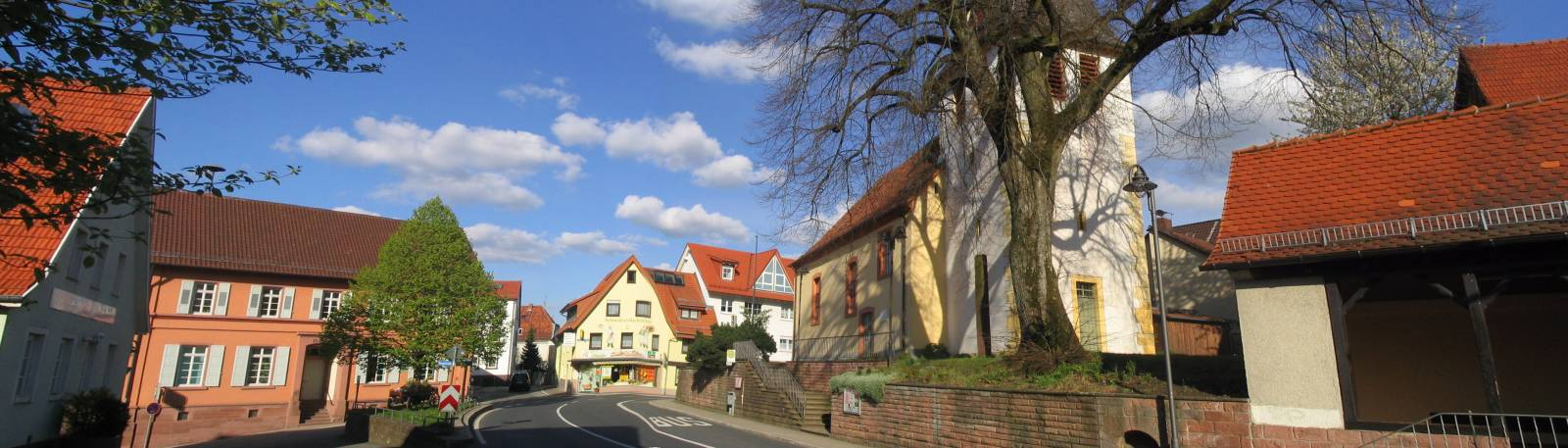
Der Ortsmittelpunkt von Gaiberg: Rathaus (links, orange gestrichen) und evangelische Kirche (Mittlerweile veraltetes Foto. Den Ortsmittelpunkt gibt es so nicht mehr, dieser wurde 2018–2020 umfassend umgestaltet.)

In den Jahren 2018 bis 2020 wurde der Gaiberger Ortsmittelpunkt umfassend umgestaltet. Der neue Ortsmittelpunkt hat jetzt mehrere Treppen und Stufen. Die Verkehrsinsel, die Gaiberg prägte wurde auch entfernt. Es gibt nun einen neuen Brunnen und einen neuen Standort für einen Imbiss. Das Gebäude der ehemaligen Gaststätte „zur Krone“ wurde abgerissen. Ebenso abgerissen wurde die Gaststätte „zur Linde“, an deren Stelle befinden sich nun Wohnhäuser.
| Jahr      | 1439 | 1577 | 1727 | 1818 | 1852 | 1905 | 1939 | 1961 | 1965 | 1970 | 1991 | 1995 | 2005 | 2010 | 2015 |
| --------- | ---- | ---- | ---- | ---- | ---- | ---- | ---- | ---- | ---- | ---- | ---- | ---- | ---- | ---- | ---- |
| Einwohner | 90   | 100  | 97   | 433  | 467  | 742  | 880  | 1328 | 1564 | 1545 | 2318 | 2347 | 2467 | 2704 | 2380 |

## Politik

### Gemeinderat
Der Gemeinderat hat 12 ehrenamtliche Mitglieder, die für fünf Jahre gewählt werden. Hinzu kommt der Bürgermeister als stimmberechtigter Gemeinderatsvorsitzender.
| Wahl                 | 2014    | 2014   | 2009    | 2009   | 2004    | 2004   |
| -------------------- | ------- | ------ | ------- | ------ | ------- | ------ |
| Partei               | Stimmen | Sitze  | Stimmen | Sitze  | Stimmen | Sitze  |
| SPD/Aktive Gaiberger | 28,6 %  | 3      | 33,0 %  | 4      | 28,3 %  | 4      |
| Freie Wähler         | 22,1 %  | 3      | 24,4 %  | 3      | 24,2 %  | 3      |
| CDU                  | 20,2 %  | 2      | 22,2 %  | 3      | 27,9 %  | 3      |
| Grüne Liste          | 29,1 %  | 4      | 20,4 %  | 2      | 19,5 %  | 2      |
| Wahlbeteiligung      | 65,4 %  | 65,4 % | 68,6 %  | 68,6 % | 69,4 %  | 69,4 % |

Die Kommunalwahl 2024 führte zu folgendem Ergebnis (in Klammern: Unterschied zu 2019):
| Gemeinderat 2024               | Gemeinderat 2024 | Gemeinderat 2024 | Gemeinderat 2024 | Gemeinderat 2024 |
| Partei / Liste                 | Stimmenanteil    | Sitze            |                  |                  |
| ------------------------------ | ---------------- | ---------------- | ---------------- | ---------------- |
| CDU                            | 30,1 % (+2,5)    | 4 (+1)           |                  |                  |
| Freie Wähler                   | 27,1 % (+5,1)    | 3 (±0)           |                  |                  |
| SPD/Aktive Gaiberger           | 22,5 % (+0,2)    | 3 (±0)           |                  |                  |
| Grüne Liste (GL)               | 20,4 % (−7,7)    | 2 (−1)           |                  |                  |
| Wahlbeteiligung: 73,2 % (-1,1) |                  |                  |                  |                  |

### Bürgermeister
Der Bürgermeister wird für acht Jahre direkt gewählt. Seit 2018 amtiert Petra Müller-Vogel, die mit 31,6 Prozent (14 Stimmen Vorsprung) gewählt wurde.
- 1927–1936 Wilhelm Müller[10]
- 1936–1945 Georg Müller[10]
- 1946–1954 Josef Quaty IV[10]
- 1954–1962 Friedrich Himmelmann[10]
- 1962–1977 Kurt Wagner[10]
- 1977–1994 Josef Klehr (CDU)[11]
- 1994–2018 Klaus Gärtner
- 2018: Petra Müller-Vogel

### Verwaltungsverband

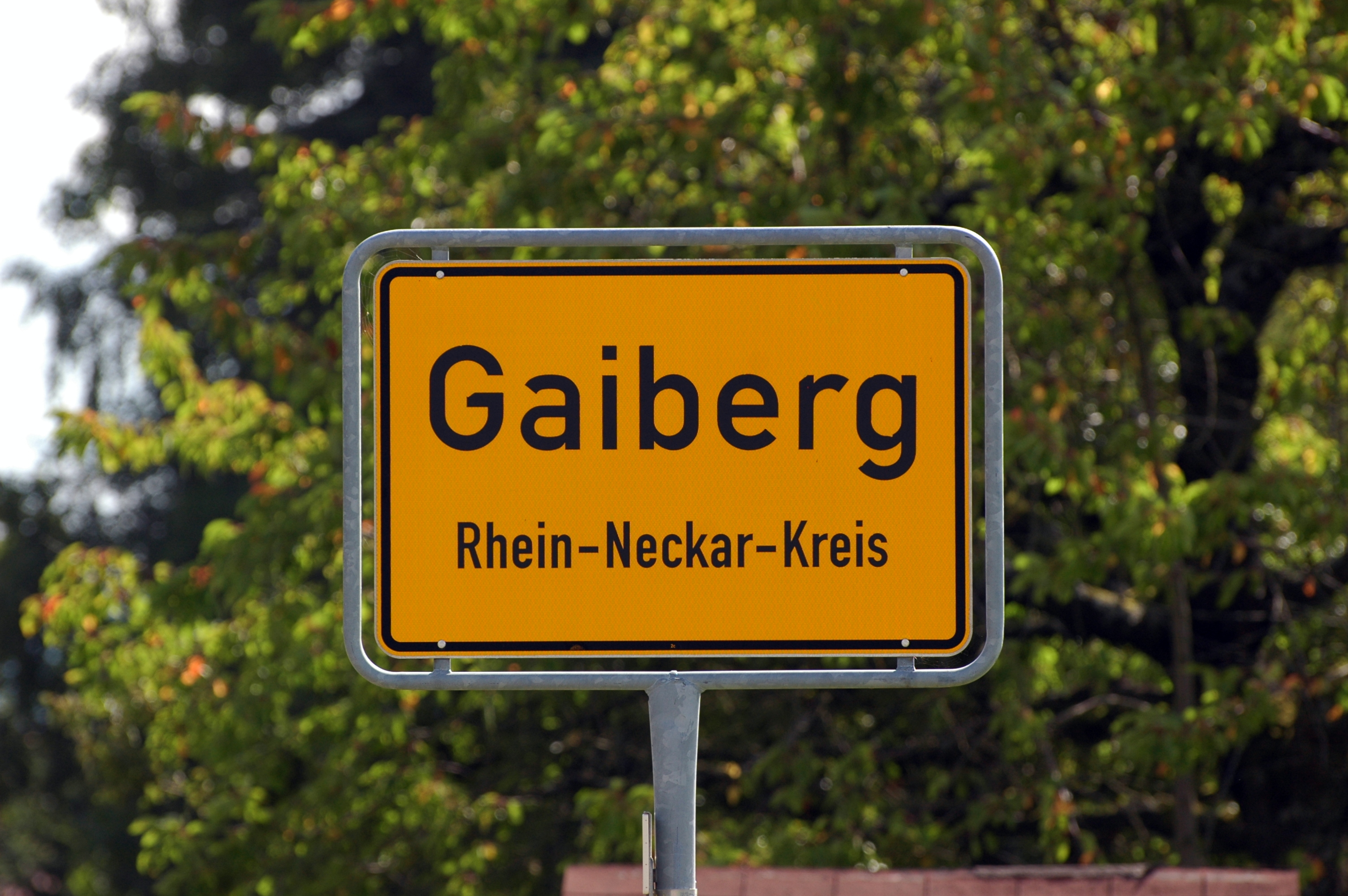
Ortsschild Gaiberg

Gaiberg gehört zum Gemeindeverwaltungsverband Neckargemünd mit Sitz in Neckargemünd.

### Wappen
Die Blasonierung des Wappens lautet: In Silber auf grünem Boden eine rote Steinsäule und ein grüner Laubbaum mit schwarzem Stamm.
Das Wappen geht zurück auf ein Gerichtssiegel aus dem Jahr 1751. Es zeigte bereits eine Säule neben einem Baum. 1900 wurde das Wappen auf Vorschlag des Generallandesarchivs von der Gemeinde angenommen. Der Stein steht heute noch neben einer Linde vor der evangelischen Peterskirche. Die Bedeutung des Steins ist ungeklärt. Vermutungen reichen von einem alten Grab bis zu den Überresten eines Kreuzes.
Die Flagge ist Grün-Weiß und wurde 1956 vom Innenministerium verliehen.

### Partnerschaften
Gaiberg unterhält partnerschaftliche Beziehungen zu La Canourgue im Département Lozère, Region Okzitanien, im Süden Frankreichs.

## Kultur und Sehenswürdigkeiten

### Bauwerke
Das Rathaus von Gaiberg wurde 1857 als Schulhaus erbaut und wird seit einem Schulhausneubau von 1905 als Rathaus genutzt. Der Turm der evangelischen Peterskirche geht vermutlich auf das 13. Jahrhundert zurück. Die Kirche wurde 1556 im Zuge der Reformation evangelisch, fiel jedoch in der Zeit der pfälzer Kirchenteilung vorübergehend wieder den Katholiken zu, die sie 1707 gegen die Kirche in Dilsberg tauschten. 1737/38 wurde das Langhaus erneuert, um 1850 erhielt der Turm eine neue Glockenstube. 1957 wurde die Kirche umfassend saniert.

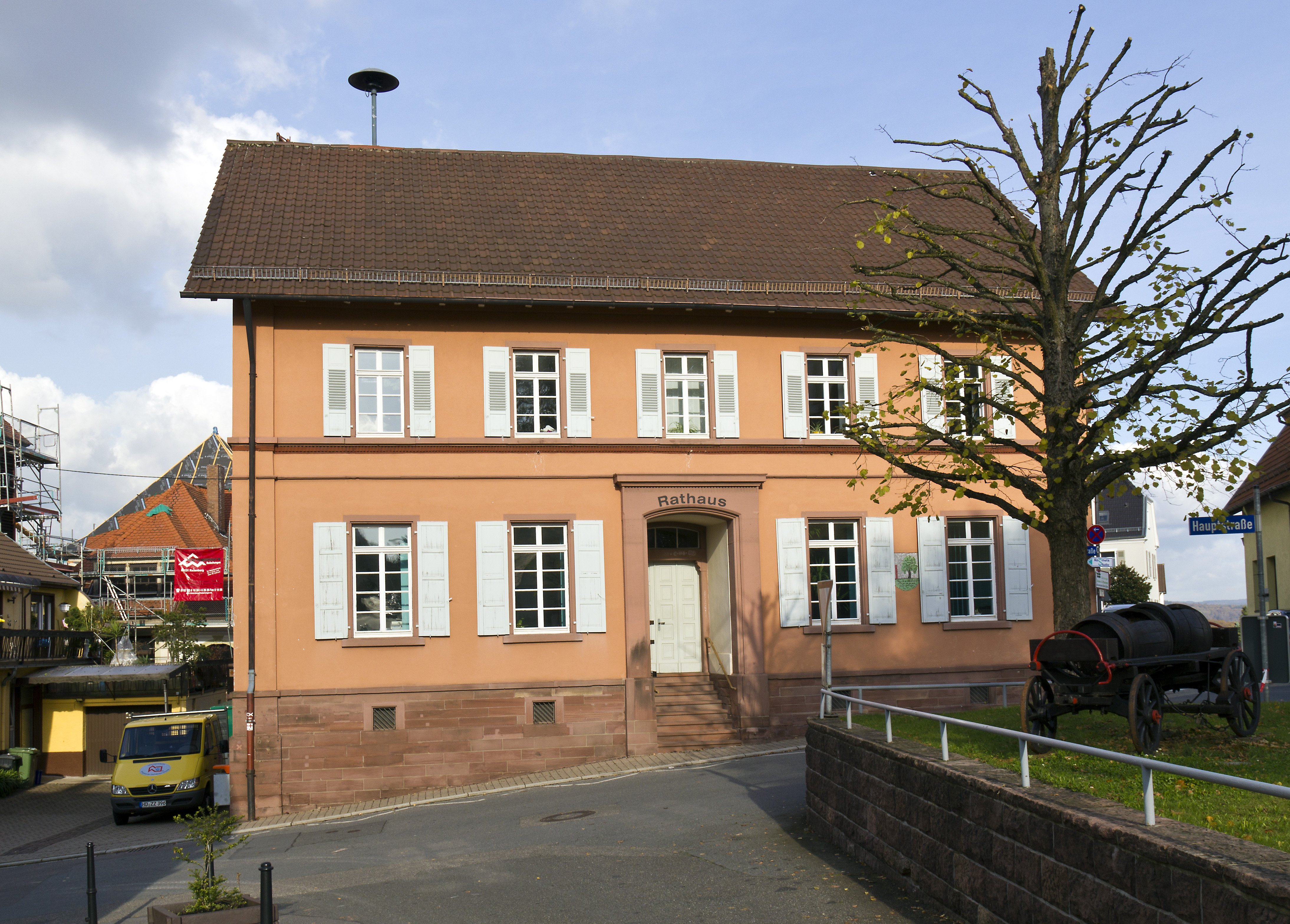
Rathaus in Gaiberg (Aufnahme 2010)
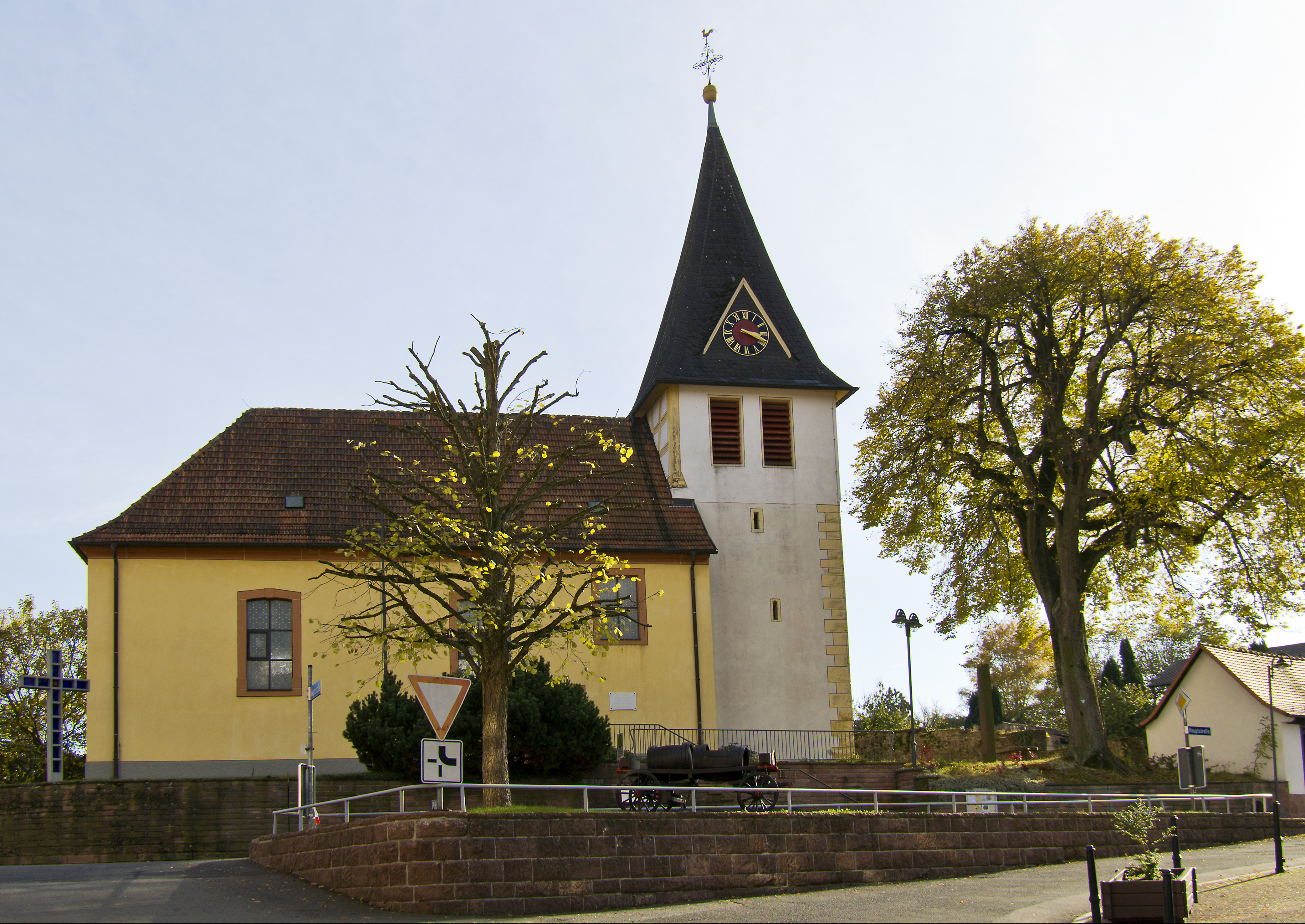
Evangelische Peterskirche
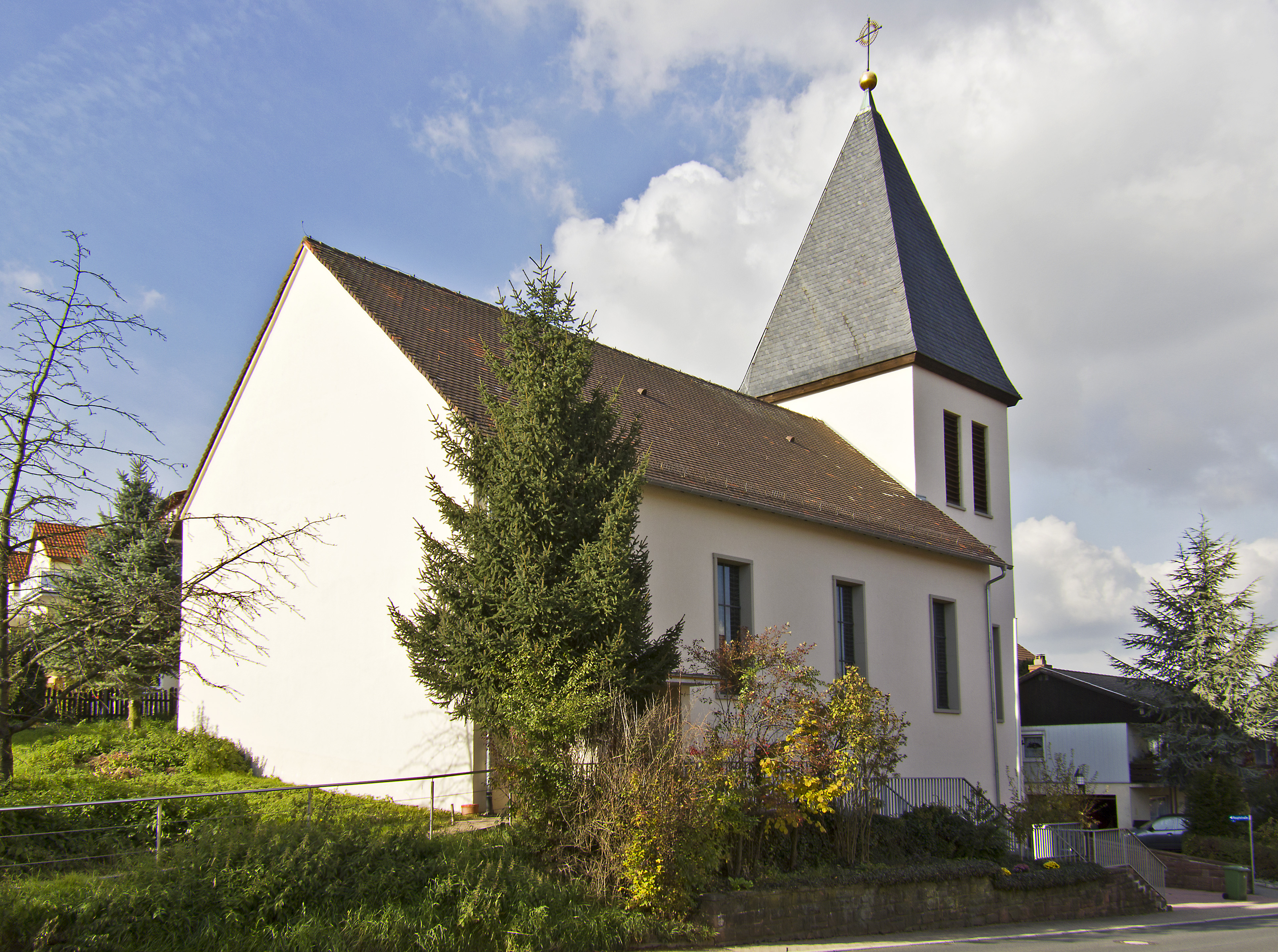
Katholische Kirche St. Michael

Die katholische Kirche St. Michael wurde 1955/56 anstelle einer älteren Kapelle errichtet. Ihr Chorturm wurde äußerlich dem der evangelischen Kirche angepasst. Das Gebäude wurde 2007 umfassend saniert.

### Kulturdenkmale

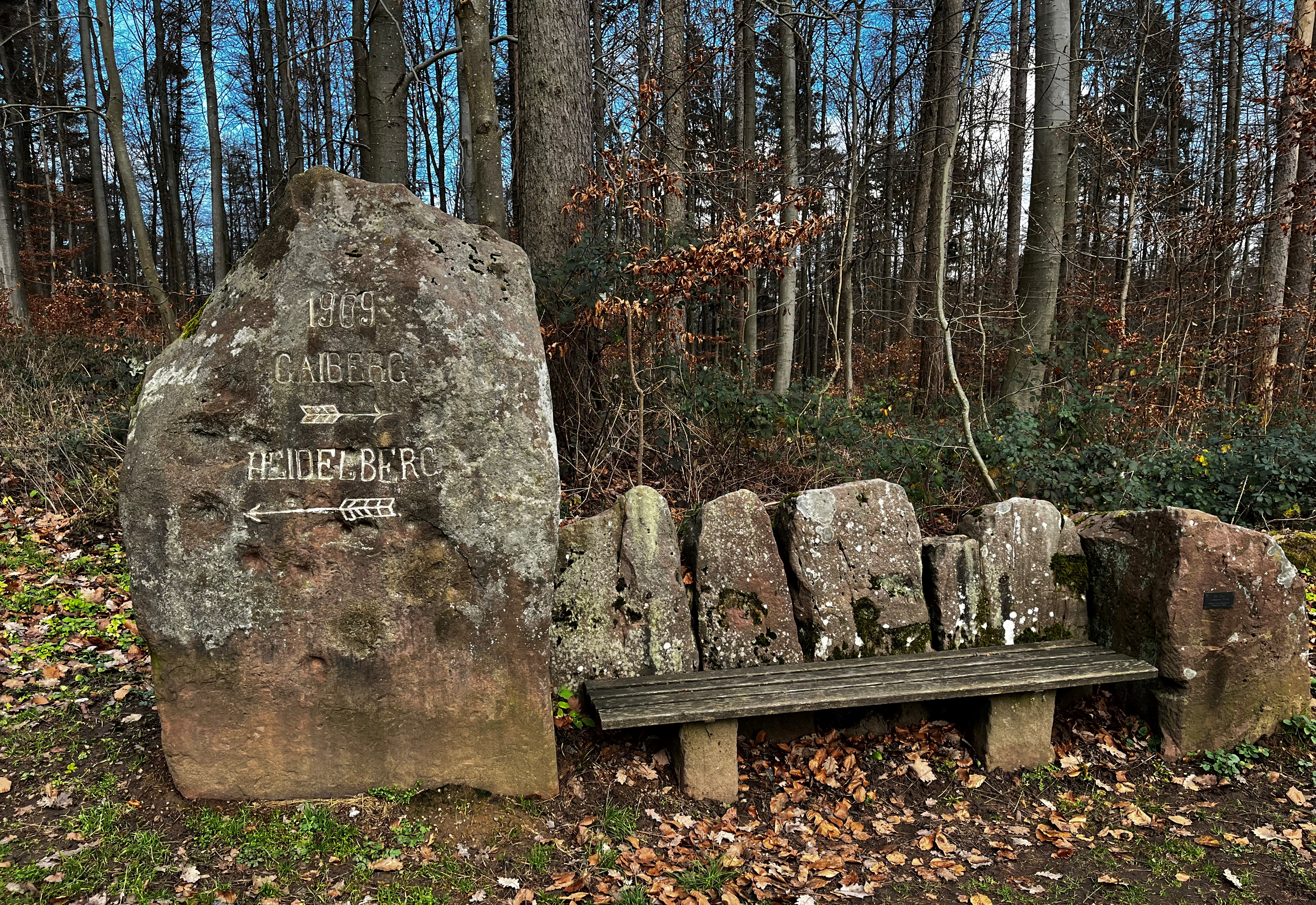
Kulturdenkmal Steinerne Bank an der Georgshütte mit Wegweiserstein (Aufn. 2023)
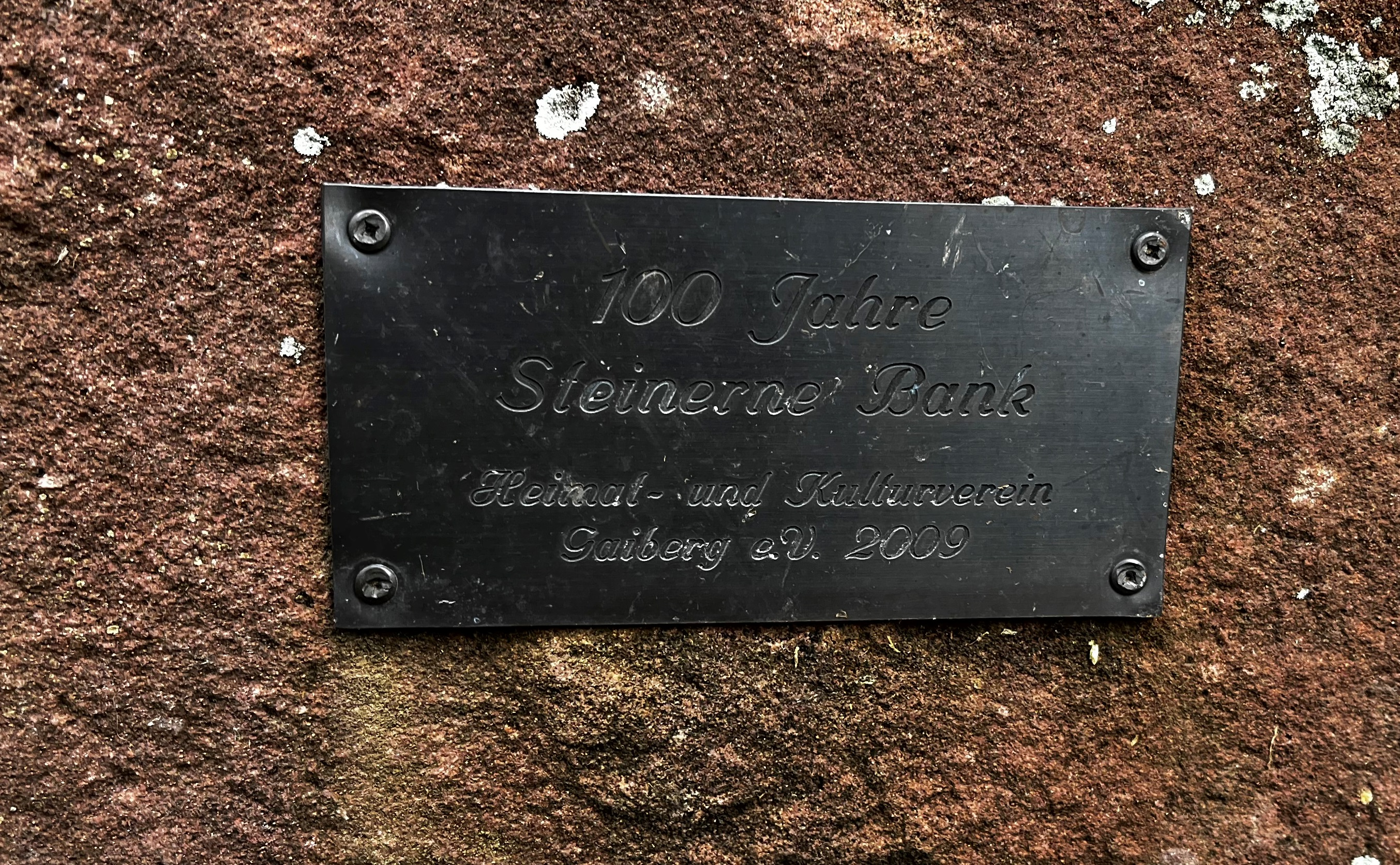
Gedenktafel des Heimat- und Kulturvereins e. V. Gaiberg

Die Steinerne Bank befindet sich beim Parkplatz an der Georgshütte neben dem ehemaligen Rohrbacher Weg (heute: Heidelberger Straße). Sie wurde im Jahr 1909 von Waldarbeitern in Kombination mit einem Wegweiserstein, errichtet. Der Heimat- und Kulturverein Gaiberg gedachte am 11. Juli 2009 in kleiner Runde, an der auch Bürgermeister Klaus Gärtner sowie einige Gemeinderäte anwesend waren, dieses historischen Kleinods. Steinerne Bänke waren insbesondere für Bauern aus Gaiberg und Lingental, die über den Gaiberger Weg (ca. 10 km) ihre Erzeugnisse nach Heidelberg auf die damaligen Marktplätze in der Altstadt transportierten, als Rastplatz wichtig. Meist waren es Bauersfrauen, die zu Fuß Milch, Butter, Obst oder Pilze in Flechtkörben entweder auf dem Kopf oder auf dem Rücken trugen.

## Wirtschaft und Infrastruktur

### Verkehr
Die Gemeinde ist über Landesstraßen und die acht Kilometer entfernte Anschlussstelle Heidelberg/Schwetzingen der A 5 an das überregionale Straßennetz angebunden.
Gaiberg verfügt auch über eine Anbindung des Öffentlichen Personennahverkehrs. Buslinien der BRN führen nach Leimen, Heidelberg und Schatthausen, sowie nach Bammental und Wiesenbach. Gaiberg gehört zum Tarifgebiet des Verkehrsverbunds Rhein-Neckar.

### Bildung
In Gaiberg gibt es eine Grundschule. Weiterführende Schulen befinden sich in Leimen, Heidelberg, Neckargemünd und Bammental. Für die jüngsten Einwohner gibt es einen gemeindlichen Kindergarten. Die Gemeinde betreibt eine Bücherei.

## Persönlichkeiten

### Ehrenbürger
- Hans Flor (1926–2023), Ehrenbürger seit 2020
- Manfred Lautenschläger (* 1938), Unternehmer, Ehrenbürger seit 2005[15]
- Alexander Seltenreich († 7. Juli 2021), Unterkreisführer der Freiwilligen Feuerwehr des Rhein-Neckar-Kreises, Ehrenbürger seit 2001[10]
- Georg Müller, Ingenieur und Glasbaufenster- sowie Mosaik-Künstler, Ehrenbürger seit 1971[10]
- Kurt Wagner, ehemaliger Bürgermeister von Gaiberg, Ehrenbürger seit 1977[10]

### Söhne und Töchter der Gemeinde
- Friedrich Klingmann (1874–1947), Önologe

### Personen in Verbindung mit Gaiberg
- Julius Schmidt (1866–1930), deutscher evangelischer Pfarrer und Heimatforscher, war 1897 bis 1904 Pfarrer in Gaiberg und schrieb eine Ortsgeschichte
- Hermann Rieder (1928–2009), Sportwissenschaftler